# Cyathea austroamericana
Cyathea austroamericana là một loài dương xỉ thuộc họ Cyatheaceae. Loài này được Domin mô tả khoa học đầu tiên năm 1929.